# Persone di nome Benjamin
| Questa pagina contiene informazioni ricavate automaticamente dalle voci biografiche con l'ausilio del template Bio e di un bot. L'aggiornamento è periodico e automatico e ricostruisce completamente la pagina. Se manca una persona in questa lista, sei pregato di non aggiungerla, ma accertati piuttosto che la sua voce biografica contenga il template Bio e che i dati anagrafici siano correttamente compilati. Se il template Bio manca, inseriscilo tu stesso o, in alternativa, metti l'avviso {{tmp\|Bio}} che ne segnala la mancanza. Se i dati riportati sono sbagliati, correggi direttamente la voce biografica; le modifiche saranno visibili in questa lista entro pochi giorni. Per chiarimenti vedi il progetto antroponimi. La lista contiene solo le 612 persone che sono citate nell'enciclopedia e per le quali è stato implementato correttamente il template Bio. Pagina aggiornata al 6 ago 2025. |

Questa è una lista di persone presenti nell'enciclopedia che hanno il nome Benjamin, suddivise per attività principale.

## Allenatori di calcio(4)
- Benny Fenton, allenatore di calcio e calciatore inglese (West Ham, n. 1918 - Poole, † 2000)
- Benjamin Huggel, allenatore di calcio e ex calciatore svizzero (Dornach, n. 1977)
- Benjamin Nicaise, allenatore di calcio e ex calciatore francese (Maisons-Alfort, n. 1980)
- Ben Olsen, allenatore di calcio e ex calciatore statunitense (Harrisburg, n. 1977)

## Allenatori di calcio a 5(1)
- Benjamin Meurs, allenatore di calcio a 5 e ex giocatore di calcio a 5 belga (Anversa, n. 1963)

## Allenatori di football americano(3)
- Benny Friedman, allenatore di football americano e giocatore di football americano statunitense (Cleveland, n. 1905 - New York, † 1982)
- Ben Johnson, allenatore di football americano statunitense (Charleston, n. 1986)
- Ben McAdoo, allenatore di football americano statunitense (Homer City, n. 1977)

## Allenatori di pallacanestro(2)
- Ben Braun, allenatore di pallacanestro statunitense (Chicago, n. 1953)
- Ben Howland, allenatore di pallacanestro e ex cestista statunitense (Lebanon, n. 1957)

## Allenatori di tennis(1)
- Nicholas Monroe, allenatore di tennis e ex tennista statunitense (Oklahoma City, n. 1982)

## Altisti(2)
- Ben Adams, altista e lunghista statunitense (Newark, n. 1880 - Neptune City, † 1961)
- Benjamin Hedges, altista statunitense (n. 1907 - † 1969)

## Ammiragli(1)
- Benjamin Franklin Sands, ammiraglio statunitense (Baltimora, n. 1811 - Washington, † 1883)

## Animatori(2)
- Ben Bocquelet, animatore inglese (Parigi, n. 1980)
- Ben Washam, animatore e regista statunitense (Arkansas, n. 1915 - Contea di Los Angeles, † 1984)

## Arbitri di calcio(2)
- Benjamin Cortus, arbitro di calcio tedesco (Norimberga, n. 1981)
- Benjamin Williams, ex arbitro di calcio australiano (Canberra, n. 1977)

## Architetti(1)
- Benjamin Latrobe, architetto e progettista britannico (Pudsey, n. 1764 - New Orleans, † 1820)

## Arcieri(1)
- Benjamin Keys, arciere statunitense (Cincinnati, n. 1853 - Chicago, † 1911)

## Arcivescovi anglicani(1)
- Benjamin Nzimbi, arcivescovo anglicano keniota (Contea di Kitui, n. 1945)

## Arcivescovi cattolici(2)
- Benjamin Ndiaye, arcivescovo cattolico senegalese (Joal-Fadiouth, n. 1948)
- Benjamin Marc Ramaroson, arcivescovo cattolico malgascio (Manakara, n. 1955)

## Armatori(1)
- Benjamin Raule, armatore, corsaro e mercante olandese (Vlissingen, n. 1634 - Amburgo, † 1707)

## Artisti marziali misti(1)
- Ben Askren, ex artista marziale misto e lottatore statunitense (Cedar Rapids, n. 1984)

## Assassini seriali(1)
- Benjamin Atkins, serial killer statunitense (Detroit, n. 1968 - Jackson, † 1997)

## Astronauti(1)
- Alvin Drew, ex astronauta statunitense (Washington, n. 1962)

## Astronomi(2)
- Benjamin Apthorp Gould, astronomo statunitense (Boston, n. 1824 - Cambridge, † 1896)
- Benjamin Markarian, astronomo e astrofisico armeno (Shaumiani, n. 1913 - Erevan, † 1985)

## Attivisti(1)
- Benjamin Lay, attivista inglese (n. 1682 - † 1759)

## Attori(47)
- Ben Aldridge, attore britannico (Exeter, n. 1985)
- Ben Barnes, attore britannico (Londra, n. 1981)
- Ben Bass, attore canadese (Baltimora, n. 1968)
- William Bertram, attore, regista e sceneggiatore canadese (Walkerton, n. 1880 - Los Angeles, † 1933)
- Benjamin Bratt, attore statunitense (San Francisco, n. 1963)
- Benjamin Byron Davis, attore statunitense (Boston, n. 1972)
- Ben Chapman, attore statunitense (Oakland, n. 1928 - Honolulu, † 2008)
- Ben Cook, attore, cantante e ballerino statunitense (Eden, n. 1997)
- Scatman Crothers, attore e cantante statunitense (Terre Haute, n. 1910 - Los Angeles, † 1986)
- Benjamin Diskin, attore e doppiatore statunitense (Los Angeles, n. 1982)
- Ben Easter, attore statunitense (Denver, n. 1979)
- Ben Falcone, attore e regista statunitense (Carbondale, n. 1973)
- Benjamin Flores Jr., attore statunitense (Memphis, n. 2002)
- Ben Forster, attore e cantante britannico (Sunderland, n. 1981)
- Benno Fürmann, attore tedesco (Berlino, n. 1972)
- Ben Hardy, attore britannico (Bournemouth, n. 1991)
- Benjamin Hendrickson, attore statunitense (Huntington, n. 1950 - Huntington, † 2006)
- Ben Hollingsworth, attore canadese (Brockville, n. 1984)
- Ben Johnson, attore statunitense (Foraker, n. 1918 - Mesa, † 1996)
- Benjamin Kanes, attore statunitense (Haverford, n. 1977)
- Ben Koldyke, attore statunitense (Chicago, n. 1968)
- Benjamin Lavernhe, attore francese (Poitiers, n. 1984)
- Benjamin Lev, attore libanese (Beirut, n. 1935)
- Ben Masters, attore statunitense (Corvallis, n. 1947 - Palm Springs, † 2023)
- Benjamin McKenzie, attore statunitense (Austin, n. 1978)
- Ben Miles, attore e musicista britannico (Wimbledon, n. 1966)
- Benjamin Mouton, attore statunitense (Lafayette, n. 1965)
- B. J. Novak, attore, produttore televisivo e sceneggiatore statunitense (Newton, n. 1979)
- Ben Platt, attore e cantante statunitense (Los Angeles, n. 1993)
- Ben Rosenfield, attore e musicista statunitense (Montclair, n. 1992)
- Benjamin Sadler, attore tedesco (Toronto, n. 1971)
- Benjamin Salisbury, attore e ballerino statunitense (Minneapolis, n. 1980)
- Benjamin Schmideg, attore australiano (Melbourne, n. 1986)
- Allan Rich, attore statunitense (The Bronx, n. 1926 - Englewood, † 2020)
- Ben Schwartz, attore, comico e sceneggiatore statunitense (New York, n. 1981)
- Ben Shenkman, attore statunitense (New York, n. 1968)
- Ben Silverstone, attore inglese (Londra, n. 1979)
- Ben Stein, attore, scrittore e avvocato statunitense (Washington, n. 1944)
- Ben Stiller, attore, comico e regista statunitense (New York, n. 1965)
- Benjamin Stockham, attore statunitense (La Mesa, n. 2000)
- Benjamin Voisin, attore francese (Parigi, n. 1996)
- Benjamin Wadsworth, attore statunitense (Houston, n. 1999)
- Benjamin Walker, attore statunitense (Cartersville, n. 1982)
- Ben Whishaw, attore britannico (Hitchin, n. 1980)
- Benjamin Whitrow, attore britannico (Oxford, n. 1937 - Londra, † 2017)
- Ben Woolf, attore statunitense (Fort Collins, n. 1980 - Los Angeles, † 2015)
- Ben Wright, attore e doppiatore britannico (Londra, n. 1915 - Burbank, † 1989)

## Attori pornografici(1)
- Steven St. Croix, attore pornografico statunitense (Los Angeles, n. 1968)

## Avvocati(1)
- Benjamin Civiletti, avvocato, politico e magistrato statunitense (Peekskill, n. 1935 - Lutherville, † 2022)

## Baritoni(1)
- Benjamin Luxon, baritono britannico (Redruth, n. 1937 - Sandisfield, † 2024)

## Bassisti(1)
- Benjamin Orr, bassista e cantante statunitense (Lakewood, n. 1947 - Atlanta, † 2000)

## Batteristi(1)
- Ben Pollack, batterista e direttore d'orchestra statunitense (Chicago, n. 1903 - Palm Springs, † 1971)

## Biatleti(1)
- Benjamin Weger, biatleta svizzero (Briga-Glis, n. 1989)

## Bobbisti(2)
- Ben Coakwell, bobbista canadese (Regina, n. 1987)
- Benjamin Maier, bobbista austriaco (Hall in Tirol, n. 1994)

## Botanici(5)
- Benjamin Smith Barton, botanico e chimico statunitense (Lancaster, n. 1766 - Filadelfia, † 1815)
- Benjamin Minge Duggar, botanico statunitense (Gallion, n. 1872 - † 1956)
- Benjamin Peter Gloxin, botanico e medico tedesco (n. 1765 - † 1794)
- Benjamin Daydon Jackson, botanico britannico (Londra, n. 1846 - Londra, † 1927)
- Benjamin Lincoln Robinson, botanico statunitense (Bloomington, n. 1864 - Jaffrey, † 1935)

## Canoisti(2)
- Benjamin Boukpeti, canoista togolese (Lagny-sur-Marne, n. 1981)
- Benjamin Savšek, canoista sloveno (Lubiana, n. 1987)

## Canottieri(1)
- Benjamin Rondeau, canottiere francese (Verdun, n. 1983)

## Cantanti(10)
- Ben l'Oncle Soul, cantante francese (Tours, n. 1984)
- Benji & Fede, cantante italiano (Modena, n. 1993)
- Benjamin Darvill, cantante, musicista e polistrumentista canadese (Winnipeg, n. 1967)
- Benjamin Diamond, cantante francese (Parigi, n. 1972)
- Ben Dolic, cantante sloveno (Lubiana, n. 1997)
- Ben Haenow, cantante britannico (Croydon, n. 1985)
- Ben Harper, cantante e chitarrista statunitense (Pomona, n. 1969)
- Benjamin Hilleke, cantante tedesco
- Ben Lee, cantante e attore australiano (Sydney, n. 1978)
- Plan B, cantante, rapper e attore britannico (Londra, n. 1983)

## Cantautori(10)
- Benjamin Biolay, cantautore, musicista e attore francese (Villefranche-sur-Saône, n. 1973)
- Benny Blanco, cantautore, rapper e produttore discografico statunitense (Reston, n. 1988)
- Ben Burnley, cantautore e chitarrista statunitense (Atlantic City, n. 1978)
- Ben Howard, cantautore e musicista inglese (Londra, n. 1987)
- Benjamin Ingrosso, cantautore e produttore discografico svedese (Danderyd, n. 1997)
- Ben E. King, cantautore statunitense (Henderson, n. 1938 - Teaneck, † 2015)
- Ben Kweller, cantautore e polistrumentista statunitense (San Francisco, n. 1981)
- Benjamin Francis Leftwich, cantautore britannico (York, n. 1989)
- Ben Moody, cantautore, polistrumentista e compositore statunitense (Little Rock, n. 1981)
- Benjamin Clementine, cantautore, musicista e poeta britannico (Crystal Palace, n. 1988)

## Cavalieri(1)
- Ben Maher, cavaliere britannico (Enfield Town, n. 1983)

## Cestisti(34)
- B.J. Armstrong, ex cestista statunitense (Detroit, n. 1967)
- Ben Bentil, cestista ghanese (Sekondi-Takoradi, n. 1995)
- Ben Coleman, cestista statunitense (Minneapolis, n. 1961 - Minneapolis, † 2019)
- Ben Davis, ex cestista statunitense (Vero Beach, n. 1972)
- Ben Dewar, ex cestista statunitense (Royal Oak, n. 1981)
- Ben Emelogu, ex cestista statunitense (Dallas, n. 1994)
- Benjamin Eze, ex cestista nigeriano (Lagos, n. 1981)
- Ben Gillery, ex cestista statunitense (Detroit, n. 1965)
- Ben Goldfaden, cestista statunitense (Newark, n. 1913 - Tavares, † 2013)
- Ben Gordon, ex cestista britannico (Londra, n. 1983)
- Ben Handlogten, ex cestista e allenatore di pallacanestro statunitense (Grand Rapids, n. 1973)
- Ben Hansbrough, ex cestista statunitense (Poplar Bluff, n. 1987)
- Ben Jacobson, ex cestista statunitense (Sioux City, n. 1983)
- Ben Lammers, cestista statunitense (Houston, n. 1995)
- Bennie Lands, cestista canadese (Montréal, n. 1921 - Montréal, † 2014)
- Ben Lawson, cestista britannico (Welwyn Garden City, n. 1995)
- Benjamin Lischka, cestista tedesco (Gießen, n. 1989)
- Ben McCauley, ex cestista statunitense (West Newton, n. 1986)
- Ben McDonald, ex cestista e allenatore di pallacanestro statunitense (Torrance, n. 1962)
- Ben Melmeth, ex cestista australiano (Waratah, n. 1975)
- Ben Mockford, cestista britannico (Shoreham-by-Sea, n. 1989)
- Benjamin Monclar, ex cestista francese (Limoges, n. 1988)
- Benjamin Ortner, ex cestista austriaco (Innsbruck, n. 1983)
- Ben Pepper, ex cestista australiano (Geraldton, n. 1975)
- B.J. Raymond, cestista statunitense (Boston, n. 1987)
- Benjamin Sene, cestista francese (Langon, n. 1994)
- Ben Sheppard, cestista statunitense (Atlanta, n. 2001)
- Ben Simmons, cestista australiano (Melbourne, n. 1996)
- Ben Simons, cestista statunitense (Cadillac, n. 1991)
- Ben Stephens, cestista statunitense (n. 1916 - St. Thomas, † 1966)
- Ben Uzoh, cestista e allenatore di pallacanestro statunitense (Houston, n. 1988)
- Ben Wallace, ex cestista e dirigente sportivo statunitense (White Hall, n. 1974)
- Ben Warley, cestista statunitense (Washington, n. 1936 - Filadelfia, † 2002)
- Ben Woodside, ex cestista statunitense (Albert Lea, n. 1985)

## Chimici(3)
- Benjamin List, chimico tedesco (Francoforte sul Meno, n. 1968)
- Benjamin Silliman, Jr., chimico statunitense (New Haven, n. 1816 - New Haven, † 1885)
- Benjamin Silliman, chimico statunitense (Trumbull, n. 1779 - New Haven, † 1864)

## Chirurghi(3)
- Benjamin Bell, chirurgo scozzese (Dumfries, n. 1749 - Edimburgo, † 1806)
- Benjamin Collins Brodie, chirurgo e fisiologo inglese (Winterslow, n. 1783 - Betchworth, † 1862)
- Benjamin Church, chirurgo statunitense (Newport, n. 1734 - † 1778)

## Ciclisti su strada(7)
- Benjamin Declercq, ex ciclista su strada belga (Courtrai, n. 1994)
- Ben King, ex ciclista su strada statunitense (Richmond, n. 1989)
- Benjamin Perry, ex ciclista su strada canadese (St. Catharines, n. 1994)
- Ben Swift, ciclista su strada e pistard britannico (Rotherham, n. 1987)
- Benjamin Thomas, ciclista su strada e pistard francese (Lavaur, n. 1995)
- Ben Turner, ciclista su strada e ciclocrossista britannico (Doncaster, n. 1999)
- Benjamin Verraes, ciclista su strada e pistard belga (Menen, n. 1987)

## Clarinettisti(1)
- Benny Goodman, clarinettista e compositore statunitense (Chicago, n. 1909 - New York, † 1986)

## Climatologi(1)
- Benjamin D. Santer, climatologo statunitense (Washington, n. 1955)

## Combinatisti nordici(1)
- Ben Loomis, combinatista nordico statunitense (n. 1998)

## Comici(1)
- Ben Elton, comico, scrittore e sceneggiatore britannico (Catford, n. 1959)

## Compositori(5)
- Benjamin Frankel, compositore britannico (Londra, n. 1906 - † 1973)
- Benjamin Lees, compositore statunitense (Harbin, n. 1924 - Glen Cove, † 2010)
- Ben Johnston, compositore statunitense (Macon, n. 1926 - Deerfield, † 2019)
- Benjamin Wallfisch, compositore e direttore d'orchestra britannico (Londra, n. 1979)
- Ben Weisman, compositore statunitense (Providence, n. 1921 - Los Angeles, † 2007)

## Compositori di scacchi(1)
- Benjamin Glover Laws, compositore di scacchi inglese (Barnsbury, n. 1861 - Barnsbury, † 1931)

## Conduttori televisivi(1)
- Ben Mankiewicz, conduttore televisivo statunitense (Washington, n. 1967)

## Critici letterari(1)
- Benjamin Crémieux, critico letterario e scrittore francese (Narbona, n. 1888 - Buchenwald, † 1944)

## Critici teatrali(1)
- Ben Brantley, critico teatrale e giornalista statunitense (Durham, n. 1954)

## Danzatori(1)
- Benjamin Millepied, ballerino, coreografo e regista francese (Bordeaux, n. 1977)

## Danzatori su ghiaccio(1)
- Benjamin Agosto, ex danzatore su ghiaccio statunitense (Chicago, n. 1982)

## Diplomatici(1)
- Benjamin Bathurst, diplomatico inglese (Londra, n. 1784)

## Direttori della fotografia(2)
- Benjamin Loeb, direttore della fotografia norvegese (Nairobi, n. 1987)
- Ben Seresin, direttore della fotografia neozelandese (Nuova Zelanda, n. 1962)

## Doppiatori(1)
- Ben Small, doppiatore britannico (n. 1971)

## Drammaturghi(2)
- Benjamin Antier, drammaturgo francese (Parigi, n. 1787 - Parigi, † 1870)
- Ben Jonson, drammaturgo, attore teatrale e poeta britannico (Londra, n. 1572 - Londra, † 1637)

## Economisti(3)
- Benjamin Friedman, economista statunitense (n. 1944)
- Benjamin Graham, economista e imprenditore statunitense (Londra, n. 1894 - Aix-en-Provence, † 1976)
- Benjamin Anderson, economista statunitense (Columbia, n. 1886 - Los Angeles, † 1949)

## Editori(1)
- Benjamin Day, editore statunitense (Springfield, n. 1810 - New York, † 1889)

## Entomologi(1)
- Benjamin Preston Clark, entomologo statunitense (West Roxbury, n. 1860 - Filadelfia, † 1939)

## Esploratori(1)
- Benjamin Morrell, esploratore e navigatore statunitense (Rye, n. 1795 - Mozambico portoghese)

## Filologi(1)
- Benjamin Thorpe, filologo inglese (n. 1782 - Chiswick, † 1870)

## Filosofi(4)
- Benjamin Fondane, filosofo e scrittore rumeno (Iași, n. 1898 - Auschwitz, † 1944)
- Benjamin Höijer, filosofo svedese (Lilla Klingsbo, n. 1767 - Uppsala, † 1812)
- Benjamin Tucker, filosofo statunitense (South Dartmouth, n. 1854 - Principato di Monaco, † 1939)
- Benjamin Whichcote, filosofo e teologo inglese (Stoke-on-Trent, n. 1609 - Cambridge, † 1683)

## Fisici(1)
- Benjamin Thompson, fisico e ingegnere statunitense (Woburn, n. 1753 - Auteuil, † 1814)

## Fondisti(2)
- Ben Ogden, fondista statunitense (Landgrove, n. 2000)
- Benjamin Seifert, ex fondista tedesco (n. 1982)

## Fotografi(1)
- Benjamin Abrahão Botto, fotografo libanese (Zahle, n. 1890 - Serra Talhada, † 1938)

## Fumettisti(3)
- Benjamin Rabier, fumettista francese (La Roche Sur Yon, n. 1864 - Parigi, † 1939)
- Benjamin Renner, fumettista, animatore e regista francese (n. 1983)
- Frank Thorne, fumettista statunitense (Rahway, n. 1930 - † 2021)

## Generali(5)
- Benjamin Bonneville, generale statunitense (Parigi, n. 1796 - Fort Smith, † 1878)
- Benjamin Butler, generale, avvocato e politico statunitense (Deerfield, n. 1818 - Washington, † 1893)
- Benjamin F. Cheatham, generale statunitense (Nashville, n. 1820 - Nashville, † 1886)
- Benjamin Lincoln, generale e politico statunitense (Hingham, n. 1733 - Hingham, † 1810)
- Benjamin McCulloch, generale e politico statunitense (Contea di Rutherford, n. 1811 - Contea di Benton, † 1862)

## Ginnasti(3)
- Ben Chimberoff, ginnasta e multiplista statunitense (n. 1874 - Los Angeles, † 1940)
- Benjamin Gischard, ginnasta svizzero (Herzogenbuchsee, n. 1995)
- Benjamin Varonian, ex ginnasta francese (Nizza, n. 1980)

## Giocatori di baseball(3)
- Ben Gamel, giocatore di baseball statunitense (Neptune Beach, n. 1992)
- Bengie Molina, ex giocatore di baseball e allenatore di baseball portoricano (Río Piedras, n. 1974)
- Ben Zobrist, ex giocatore di baseball statunitense (Eureka, n. 1981)

## Giocatori di calcio a 5(1)
- Benjamin Melink, ex giocatore di calcio a 5 sloveno (Tolmino, n. 1982)

## Giocatori di curling(1)
- Ben Hebert, giocatore di curling canadese (Regina, n. 1983)

## Giocatori di football americano(28)
- Benjamin Anderson, giocatore di football americano statunitense (n. 1992 - Hot Springs, † 2022)
- Ben Banogu, giocatore di football americano nigeriano (n. 1996)
- Benjamin Busse, ex giocatore di football americano tedesco
- Ben Cleveland, giocatore di football americano statunitense (Toccoa, n. 1998)
- Ben DiNucci, giocatore di football americano statunitense (Atlanta, n. 1996)
- Benjamin Dupree, ex giocatore di football americano statunitense (Filadelfia, n. 1992)
- Benjamin Egbudiwe, giocatore di football americano svedese (Uppsala, n. 1992)
- B.J. Finney, ex giocatore di football americano statunitense (Wichita, n. 1991)
- Ben Garland, giocatore di football americano statunitense (Grand Junction, n. 1989)
- Ben Grubbs, giocatore di football americano statunitense (Columbus, n. 1984)
- Ben Holmes, giocatore di football americano statunitense (Orchard Park, n. 1994)
- Doug Hudson, ex giocatore di football americano statunitense (Memphis, n. 1964)
- Ben Ijalana, giocatore di football americano statunitense (New Brunswick, n. 1989)
- Benjamin Krahl, giocatore di football americano tedesco
- Benjamin Mau, giocatore di football americano tedesco (Amburgo, n. 1991)
- Benjamin Morrison, giocatore di football americano statunitense (Phoenix, n. 2004)
- Benjamin Obomanu, giocatore di football americano statunitense (Selma, n. 1983)
- Benjamin Plu, giocatore di football americano francese (Le Mans, n. 1994)
- Benjamin Reymond, giocatore di football americano svizzero (n. 1997)
- Ben Roethlisberger, ex giocatore di football americano statunitense (Lima, n. 1982)
- Benjamin Scharweit, ex giocatore di football americano tedesco
- Ben Sinnott, giocatore di football americano statunitense (Waterloo, n. 2002)
- Ben Smith, ex giocatore di football americano statunitense (Warner Robins, n. 1967)
- Benny Snell Jr., giocatore di football americano statunitense (Columbus, n. 1998)
- Benjamin St-Juste, giocatore di football americano canadese (Montreal, n. 1997)
- Benjamin Straight, giocatore di football americano austriaco (Filadelfia, n. 1999)
- Ben Tate, ex giocatore di football americano statunitense (Woodbridge, n. 1988)
- Benjamin Thompson, giocatore di football americano e militare statunitense (n. 1983)

## Giocatori di lacrosse(1)
- Benjamin Jamieson, giocatore di lacrosse canadese (Arran Township, n. 1874 - Victoria, † 1915)

## Giocatori di poker(1)
- Ben Lamb, giocatore di poker statunitense (Tulsa, n. 1985)

## Giornalisti(2)
- Benjamin C. Bradlee, giornalista statunitense (Manchester, n. 1948)
- Ben Bradlee, giornalista e saggista statunitense (Boston, n. 1921 - Washington, † 2014)

## Giuristi(1)
- Benjamin Ferencz, giurista ungherese (Csolt, n. 1920 - Boynton Beach, † 2023)

## Hacker(1)
- Benjamin Mako Hill, hacker e attivista statunitense (Seattle, n. 1980)

## Hockeisti su ghiaccio(7)
- Ben Bishop, ex hockeista su ghiaccio statunitense (Denver, n. 1986)
- Benjamin Bregenzer, ex hockeista su ghiaccio italiano (Bolzano, n. 1988)
- Benjamin Chavaillaz, hockeista su ghiaccio svizzero (n. 1989)
- Benjamin Conz, hockeista su ghiaccio svizzero (Saint-Ursanne, n. 1991)
- Ben Lovejoy, ex hockeista su ghiaccio statunitense (Concord, n. 1984)
- Ben Scrivens, hockeista su ghiaccio canadese (Spruce Grove, n. 1986)
- Ben Smith, hockeista su ghiaccio statunitense (Winston-Salem, n. 1988)

## Hockeisti su prato(1)
- Benjamin Wess, hockeista su prato tedesco (Moers, n. 1985)

## Illustratori(1)
- Benjamin Wilkes, illustratore e entomologo inglese († 1749)

## Imprenditori(4)
- Benjamin Altman, imprenditore, collezionista d'arte e mecenate statunitense (New York, n. 1840 - † 1913)
- Benjamin Giezendanner, imprenditore e politico svizzero (Langenthal, n. 1982)
- Benjamin Guggenheim, imprenditore statunitense (Filadelfia, n. 1865 - Oceano Atlantico, † 1912)
- Benjamin Guinness, imprenditore e filantropo irlandese (Dublino, n. 1798 - Londra, † 1868)

## Impresari teatrali(1)
- Benjamin Lumley, impresario teatrale e avvocato britannico (Canada, n. 1811 - Londra, † 1875)

## Incisori(1)
- Benjamin Smith, incisore e editore inglese (Londra, n. 1754 - † 1833)

## Ingegneri(3)
- Benjamin Baker, ingegnere inglese (Frome, n. 1840 - Pangbourne, † 1907)
- Benjamin Outram, ingegnere britannico (Alfreton, n. 1764 - Londra, † 1805)
- Benjamin Piercy, ingegnere gallese (Trefeglwys, n. 1827 - Londra, † 1888)

## Inventori(2)
- Benjamin Tyler Henry, inventore statunitense (Claremont, n. 1821 - Claremont, † 1898)
- Benjamin Holt, inventore statunitense (Concord, n. 1849 - Stockton, † 1920)

## Judoka(3)
- Benjamin Axus, judoka francese (Versailles, n. 1994)
- Benjamin Darbelet, judoka francese (Digione, n. 1980)
- Benjamin Fletcher, judoka britannico (Reading, n. 1992)

## Kickboxer(1)
- Benjamin Adegbuyi, kickboxer e pugile romeno (Cluj-Napoca, n. 1985)

## Latinisti(1)
- Benjamin Hederich, latinista, grecista e lessicografo tedesco (Geithain, n. 1675 - Großenhain, † 1748)

## Letterati(1)
- Benjamin Neukirch, letterato, poeta e avvocato tedesco (Rydzyna, n. 1665 - Ansbach, † 1729)

## Linguisti(2)
- Benjamin Martin, linguista e lessicografo britannico (Worplesdon, n. 1704 - † 1782)
- Benjamin Lee Whorf, linguista statunitense (Winthrop, n. 1897 - Hartford, † 1941)

## Lottatori(3)
- Ben Bradshaw, lottatore statunitense (Brooklyn, n. 1879 - † 1970)
- Ben Honis, lottatore statunitense (Syracuse, n. 1996)
- Ben Peterson, ex lottatore statunitense (n. 1950)

## Mafiosi(2)
- Benjamin Ruggiero, mafioso statunitense (New York, n. 1926 - New York, † 1994)
- Bugsy Siegel, mafioso statunitense (New York, n. 1906 - Beverly Hills, † 1947)

## Magistrati(1)
- Benjamin Nathan Cardozo, giudice statunitense (New York, n. 1870 - Port Chester, † 1938)

## Maratoneti(4)
- Basil Heatley, maratoneta britannico (Kenilworth, n. 1933 - Worcester, † 2019)
- Benjamin Kiprotich Korir, ex maratoneta keniota (n. 1976)
- Benjamin Kiptoo, ex maratoneta keniota (n. 1979)
- Benjamin Serem, maratoneta keniota (n. 1987)

## Marciatori(1)
- Benjamin Thorne, marciatore canadese (Kitimat, n. 1993)

## Matematici(2)
- Benjamin Gompertz, matematico britannico (Londra, n. 1779 - Londra, † 1865)
- Benjamin Peirce, matematico e astronomo statunitense (Salem, n. 1809 - Cambridge, † 1880)

## Medici(1)
- Ben Carson, medico, chirurgo e politico statunitense (Detroit, n. 1951)

## Mezzofondisti(3)
- Ben Jipcho, mezzofondista e siepista keniota (Mount Elgon, n. 1943 - Eldoret, † 2020)
- Benjamin Limo, ex mezzofondista e maratoneta keniota (Chepkongony, n. 1974)
- Benjamin Robert, mezzofondista francese (Tolosa, n. 1998)

## Militari(4)
- Benjamin Church, militare statunitense (Colonia di Plymouth, n. 1639 - Little Compton, † 1718)
- Benjamin Constant, militare e insegnante brasiliano (Niterói, n. 1836 - Rio de Janeiro, † 1891)
- Benjamin Prentiss, militare, politico e generale statunitense (Belleville, n. 1819 - Bethany, † 1901)
- Benjamin Tallmadge, militare e politico statunitense (Setauket, n. 1754 - Litchfield, † 1835)

## Montatori(1)
- Ben Burtt, montatore statunitense (Syracuse, n. 1948)

## Musicisti(7)
- Dub FX, musicista australiano (St Kilda, n. 1983)
- Ben Gibbard, musicista statunitense (Bremerton, n. 1976)
- Ben Gillies, musicista australiano (Merewether, n. 1979)
- Bruce Johnston, musicista e cantante statunitense (Los Angeles, n. 1942)
- Ben Kenney, musicista statunitense (n. 1977)
- Benji Madden, musicista statunitense (Waldorf, n. 1979)
- Ben Selvin, musicista, direttore d'orchestra e produttore discografico statunitense (New York, n. 1898 - Manhasset, † 1980)

## Navigatori(2)
- Benjamin Briggs, marinaio statunitense (Massachusetts, n. 1835 - Oceano Atlantico, † 1872)
- Benjamin Leigh Smith, navigatore e esploratore britannico (Sussex, n. 1828 - Hampstead, † 1913)

## Neuroscienziati(1)
- Benjamin Libet, neurofisiologo e psicologo statunitense (Chicago, n. 1916 - Davis, † 2007)

## Nuotatori(4)
- Benjamin Proud, nuotatore britannico (Londra, n. 1994)
- Benjamin Schulte, nuotatore statunitense (Tamuning, n. 1995)
- Ben Treffers, nuotatore australiano (Canberra, n. 1991)
- Benjamin Wildman-Tobriner, nuotatore statunitense (San Francisco, n. 1984)

## Orologiai(1)
- Benjamin Vulliamy, orologiaio britannico (n. 1747 - † 1811)

## Pallanuotisti(2)
- Ben Dalley, pallanuotista australiano (Sydney, n. 1916 - Sydney, † 2005)
- Benjamin Vessaz, pallanuotista svizzero (n. 1907)

## Pallavolisti(4)
- Benjamin Diez, pallavolista francese (Nizza, n. 1998)
- Benjamin Patch, pallavolista statunitense (Layton, n. 1994)
- Benjamin Pipes, pallavolista inglese (Beverley, n. 1986)
- Benjamin Toniutti, pallavolista francese (Mulhouse, n. 1989)

## Pediatri(1)
- Benjamin Spock, pediatra e educatore statunitense (New Haven, n. 1903 - La Jolla, † 1998)

## Performance artist(1)
- Ben Vautier, performance artist francese (Napoli, n. 1935 - Nizza, † 2024)

## Pianisti(1)
- Ben Folds, pianista e cantautore statunitense (Winston-Salem, n. 1966)

## Piloti automobilistici(3)
- Ben Keating, pilota automobilistico statunitense (Tomball, n. 1971)
- Benny Parsons, pilota automobilistico statunitense (Wilkes County, n. 1941 - Charlotte, † 2007)
- Benjamin Pedersen, pilota automobilistico danese (Copenaghen, n. 1999)

## Piloti di rally(1)
- Benjamin Veillas, copilota di rally francese (n. 1978)

## Piloti motociclistici(2)
- Ben Bostrom, pilota motociclistico statunitense (Redding, n. 1974)
- Ben Carlson, pilota motociclistico statunitense (Milwaukee, n. 1985)

## Pirati(1)
- Benjamin Hornigold, pirata inglese (n. 1680 - † 1719)

## Pistard(2)
- Benjamin Boos, pistard e ciclista su strada tedesco (Singen, n. 2003)
- Benjamin Jones, pistard britannico (Leigh, n. 1882 - Johannesburg, † 1963)

## Pittori(10)
- Benjamin von Block, pittore tedesco (Lubecca, n. 1631 - Ratisbona, † 1689)
- Benjamin Champney, pittore e litografo statunitense (New Ipswich, n. 1817 - Woburn, † 1907)
- Benjamin Creme, pittore e scrittore scozzese (Glasgow, n. 1922 - Londra, † 2016)
- Benjamin Gerritsz. Cuyp, pittore olandese (Dordrecht, n. 1612 - Dordrecht, † 1652)
- Benjamin Robert Haydon, pittore britannico (Plymouth, n. 1786 - Londra, † 1846)
- Benjamin Patersen, pittore svedese (Varberg - San Pietroburgo, † 1815)
- Benjamin Rolland, pittore francese (Guadalupa, n. 1777 - Grenoble, † 1855)
- Benjamin Solari Parravicini, pittore, gallerista e astrologo argentino (Buenos Aires, n. 1889 - Buenos Aires, † 1974)
- Benjamin West, pittore statunitense (Springfield, n. 1738 - Londra, † 1820)
- Benjamin Wilson, pittore e scienziato inglese (n. 1721 - † 1788)

## Poeti(2)
- Benjamin Péret, poeta francese (Rezé, n. 1899 - Parigi, † 1959)
- Benjamin Pontremoli, poeta, rabbino e scrittore turco (Smirne - Smirne)

## Polistrumentisti(1)
- Benjamin Goldwasser, polistrumentista statunitense (Mishawaka, n. 1982)

## Politici(38)
- Benjamin Harris Brewster, politico statunitense (Salem, n. 1816 - Filadelfia, † 1888)
- Benjamin Brunner, politico svizzero (Laupersdorf, n. 1798 - Soletta, † 1882)
- Benjamin Franklin Butler, politico statunitense (Kinderhook, n. 1795 - Parigi, † 1858)
- Ben Nighthorse Campbell, politico e judoka statunitense (Auburn, n. 1933)
- Ben Cardin, politico statunitense (Baltimora, n. 1943)
- Ben Cayetano, politico statunitense (Honolulu, n. 1939)
- Ben Cline, politico statunitense (Stillwater, n. 1972)
- Benjamin Conley, politico statunitense (Newark, n. 1815 - Atlanta, † 1886)
- Benjamin Williams Crowninshield, politico statunitense (Salem, n. 1772 - † 1851)
- Benjamin D'Urban, politico e militare britannico (Halesworth, n. 1777 - Montreal, † 1849)
- Benjamin Disraeli, politico e scrittore britannico (Londra, n. 1804 - Londra, † 1881)
- Ben Nsibandze, politico swati (n. 1931 - † 2021)
- Benjamin Fischer, politico svizzero (Uster, n. 1991)
- Benjamin Fitzpatrick, politico statunitense (Contea di Greene, n. 1802 - Wetumpka, † 1869)
- Benjamin Harrison Freedman, politico statunitense (New York, n. 1890 - † 1984)
- Ben Gilman, politico statunitense (Poughkeepsie, n. 1922 - Wappingers Falls, † 2016)
- Benjamin Goodhue, politico statunitense (Salem, n. 1748 - Salem, † 1814)
- Benjamin Hall, I barone di Llanover, politico e ingegnere britannico (Abergavenny, n. 1802 - Londra, † 1867)
- Benjamin Harrison V, politico statunitense (Contea di Charles City, n. 1726 - Contea di Charles City, † 1791)
- Benjamin Harrison, politico statunitense (North Bend, n. 1833 - Indianapolis, † 1901)
- Benjamin Hawkins, politico statunitense (Contea di Warren, n. 1754 - Contea di Crawford, † 1818)
- Benjamin Helm Bristow, politico, militare e magistrato statunitense (Elkton, n. 1832 - New York, † 1896)
- Benjamin Chew Howard, politico statunitense (Baltimora, n. 1791 - Baltimora, † 1872)
- Benjamin Travis Laney, politico statunitense (Camden, n. 1896 - Magnolia, † 1977)
- Ben McAdams, politico statunitense (West Bountiful, n. 1974)
- Benjamin Mkapa, politico tanzaniano (Ndanda, n. 1938 - Dar es Salaam, † 2020)
- Benjamin Baker Moeur, politico statunitense (Decherd, n. 1869 - Tempe, † 1937)
- Benjamin Netanyahu, politico israeliano (Tel Aviv, n. 1949)
- Benjamin Romuáldez, politico e diplomatico filippino (Manila, n. 1930 - Makati, † 2012)
- Benjamin Rush, politico statunitense (Filadelfia, n. 1746 - † 1813)
- Ben Sasse, politico statunitense (Plainview, n. 1972)
- Benjamin Henry Sheares, politico singaporiano (Singapore, n. 1907 - Singapore, † 1981)
- Benjamin Stoddert, politico statunitense (contea di Charles, n. 1751 - Bladensburg, † 1813)
- Benjamin Taliaferro, politico e generale statunitense (Contea di Amherst, n. 1750 - Contea di Wilkes, † 1821)
- Benjamin Franklin Tracy, politico statunitense (Apalachin, n. 1830 - † 1915)
- Sumner Welles, politico e diplomatico statunitense (New York, n. 1892 - Bernardsville, † 1961)
- Benjamin Davis Wilson, politico statunitense (Ccontea di Wilson, n. 1811 - San Gabriel, † 1878)
- Benjamin von Kállay, politico e traduttore ungherese (Pest, n. 1839 - Sarajevo, † 1903)

## Presbiteri(1)
- Benjamin Franklin Meyer, presbitero, teologo e storico delle religioni statunitense (Chicago, n. 1927 - Les Verrières, † 1995)

## Produttori cinematografici(3)
- Benjamin Lemaire, produttore cinematografico, sceneggiatore e regista francese (Sedan, n. 1985)
- B. B. Kahane, produttore cinematografico statunitense (n. 1891 - Las Vegas, † 1960)
- Benjamin Melniker, produttore cinematografico statunitense (Bayonne, n. 1913 - Roslyn Harbor, † 2018)

## Produttori discografici(1)
- Blanck Mass, produttore discografico, disc jockey e compositore britannico

## Psichiatri(1)
- Benjamin Kaufman, psichiatra statunitense (n. 1962)

## Psicologi(1)
- Benjamin Bloom, psicologo e pedagogista statunitense (Lansford, n. 1913 - Chicago, † 1999)

## Pugili(3)
- Benjamin Brain, pugile inglese (Bristol, n. 1753 - Londra, † 1794)
- Benny Leonard, pugile statunitense (New York City, n. 1896 - † 1947)
- Ben Spradling, pugile statunitense (Washington, n. 1879)

## Rabbini(1)
- Benjamin Murmelstein, rabbino austriaco (Leopoli, n. 1905 - Roma, † 1989)

## Rapper(3)
- Casper, rapper tedesco (Lemgo, n. 1982)
- Macklemore, rapper e cantautore statunitense (Seattle, n. 1983)
- Bladee, rapper, cantante e produttore discografico svedese (Stoccolma, n. 1994)

## Registi(8)
- Benjamin Christensen, regista, attore e cantante danese (Viborg, n. 1879 - Copenaghen, † 1959)
- Benjamin Freidenberg, regista e sceneggiatore israeliano (n. 1980)
- Benjamin Heisenberg, regista e sceneggiatore tedesco (Tubinga, n. 1974)
- Benjamin Ross, regista britannico (Londra, n. 1964)
- Ben Sharpsteen, regista e produttore cinematografico statunitense (Tacoma, n. 1895 - Calistoga, † 1980)
- Ben Stassen, regista belga (Aubel, n. 1959)
- Benjamin Stoloff, regista e produttore cinematografico statunitense (Filadelfia, n. 1895 - Hollywood, † 1960)
- Benjamin Tuček, regista, sceneggiatore e scrittore ceco (Brno, n. 1972)

## Religiosi(1)
- Benjamin Basnage, religioso francese (Carentan, n. 1580 - Carentan, † 1652)

## Retori(1)
- Benjamin Lundy, oratore e giornalista statunitense (Hardwick, n. 1789 - Lowell, † 1839)

## Rugbisti a 13(2)
- Ben MacDougall, rugbista a 13 e rugbista a 15 australiano (Sydney, n. 1977)
- Ben Te'o, rugbista a 13 e rugbista a 15 neozelandese (Auckland, n. 1987)

## Rugbisti a 15(17)
- Ben Atiga, rugbista a 15 neozelandese (Auckland, n. 1983)
- Benjamin Boyet, rugbista a 15 e conduttore radiofonico francese (Vienne, n. 1979)
- Ben Cohen, rugbista a 15 e attivista britannico (Northampton, n. 1978)
- Ben Darwin, ex rugbista a 15 e allenatore di rugby a 15 australiano (Crewe, n. 1976)
- Ben Earl, rugbista a 15 inglese (Redhill, n. 1998)
- Benjamin Fall, rugbista a 15 francese (Langon, n. 1989)
- Ben Foden, rugbista a 15 britannico (Chester, n. 1985)
- Ben Franks, ex rugbista a 15 neozelandese (Melbourne, n. 1984)
- Benjamin de Jager, ex rugbista a 15 sudafricano (Città del Capo, n. 1980)
- Benjamin Kayser, ex rugbista a 15 francese (Parigi, n. 1984)
- Ben McCalman, ex rugbista a 15 australiano (Dubbo, n. 1988)
- Ben Morgan, rugbista a 15 inglese (Bristol, n. 1989)
- Ben Smith, rugbista a 15 neozelandese (Dunedin, n. 1986)
- Ben Toolis, rugbista a 15 australiano (Brisbane, n. 1992)
- Ben Tune, ex rugbista a 15 australiano (Brisbane, n. 1976)
- Ben White, rugbista a 15 britannico (Stoke-on-Trent, n. 1998)
- Ben Youngs, rugbista a 15 britannico (Norwich, n. 1989)

## Saltatori con gli sci(1)
- Benjamin Østvold, saltatore con gli sci norvegese (n. 2001)

## Scacchisti(1)
- Benjamin Finegold, scacchista statunitense (Detroit, n. 1969)

## Sceneggiatori(2)
- Bob Clark, sceneggiatore, produttore cinematografico e regista statunitense (New Orleans, n. 1939 - Los Angeles, † 2007)
- Benjamin Glazer, sceneggiatore e produttore cinematografico statunitense (Belfast, n. 1887 - Los Angeles, † 1956)

## Schermidori(5)
- Benjamin Bratton, schermidore statunitense (New York, n. 1985)
- Benjamin Igoe, schermidore statunitense (n. 1985)
- Benjamin Kleibrink, schermidore tedesco (Düsseldorf, n. 1985)
- Benjamin Steffen, schermidore svizzero (n. 1982)
- Benjamin Ungar, schermidore statunitense (New York, n. 1986)

## Sciatori alpini(7)
- Benjamin Jacques Alliod, sciatore alpino italiano (n. 2000)
- Benjamin Drummond, ex sciatore alpino statunitense (n. 1981)
- Benjamin Hansson, sciatore alpino svedese (n. 2003)
- Benjamin Melquiond, ex sciatore alpino francese (Briançon, n. 1975)
- Benjamin Raich, ex sciatore alpino austriaco (Innsbruck, n. 1978)
- Benjamin Ritchie, sciatore alpino statunitense (n. 2000)
- Benjamin Thomsen, ex sciatore alpino canadese (Invermere, n. 1987)

## Sciatori freestyle(1)
- Benjamin Cavet, sciatore freestyle britannico (Maidstone, n. 1994)

## Scienziati(2)
- Benjamin Banneker, scienziato statunitense (Contea di Baltimora, n. 1731 - Contea di Baltimora, † 1806)
- Benjamin Franklin, scienziato, politico e inventore statunitense (Boston, n. 1706 - Filadelfia, † 1790)

## Scrittori(16)
- Nnamdi Azikiwe, scrittore e politico nigeriano (Zungeru, n. 1904 - Enugu, † 1996)
- Ben Benson, scrittore statunitense (Boston, n. 1915 - New York, † 1959)
- Benjamin Gastineau, scrittore e giornalista francese (Montreuil-Bellay, n. 1823 - Parigi, † 1904)
- Benjamin Markovits, scrittore statunitense (Palo Alto, n. 1973)
- MacKinlay Kantor, scrittore, sceneggiatore e giornalista statunitense (Webster City, n. 1904 - Sarasota, † 1977)
- Benjamin Mee, scrittore e giornalista britannico (Melbourne, n. 1965)
- Benjamin Myers, scrittore e giornalista britannico (Durham, n. 1976)
- Frank Norris, scrittore statunitense (Chicago, n. 1870 - San Francisco, † 1902)
- Benjamin Nugent, scrittore e giornalista statunitense (Amherst)
- Ben Rhodes, scrittore, politico e funzionario statunitense (New York, n. 1977)
- Ben Shapiro, scrittore e editorialista statunitense (Los Angeles, n. 1984)
- Ben Sherwood, scrittore, giornalista e produttore televisivo statunitense (Los Angeles, n. 1964)
- Benjamin Alire Sáenz, scrittore e poeta statunitense (Contea di Doña Ana, n. 1954)
- Benjamin Tammuz, scrittore israeliano (Charkiv, n. 1919 - Gerusalemme, † 1989)
- Ben H. Winters, scrittore e poeta statunitense (Potomac, n. 1976)
- Benjamin Zephaniah, scrittore e poeta britannico (Birmingham, n. 1958 - † 2023)

## Scrittori di fantascienza(1)
- Ben Bova, autore di fantascienza e sceneggiatore statunitense (Filadelfia, n. 1932 - Naples, † 2020)

## Scultori(1)
- Benjamin Waterhouse Hawkins, scultore britannico (Bloomsbury, n. 1807 - † 1894)

## Siepisti(3)
- Benjamin Kigen, siepista keniota (n. 1993)
- Benjamin Kiplagat, siepista ugandese (Magoro, n. 1989 - Eldoret, † 2023)
- Benjamin Kogo, siepista keniota (Arwos, n. 1944 - † 2022)

## Snowboarder(1)
- Benjamin Karl, snowboarder austriaco (Sankt Pölten, n. 1985)

## Storici dell'arte(1)
- Benjamin Buchloh, storico dell'arte statunitense (Colonia, n. 1941)

## Tastieristi(1)
- Benmont Tench, tastierista e pianista statunitense (Gainesville, n. 1953)

## Tennisti(6)
- Benjamin Balleret, tennista e allenatore di tennis monegasco (Monte Carlo, n. 1983)
- Benjamin Becker, ex tennista tedesco (Merzig, n. 1981)
- Benjamin Bonzi, tennista francese (Nîmes, n. 1996)
- Benjamin Hassan, tennista libanese (Merzig, n. 1995)
- Benjamin Lock, tennista zimbabwese (Harare, n. 1993)
- Ben Shelton, tennista statunitense (Atlanta, n. 2002)

## Teologi(1)
- Benjamin B. Warfield, teologo statunitense (Lewington, n. 1851 - Princeton, † 1921)

## Triplisti(2)
- Benjamin Compaoré, triplista francese (Bar-le-Duc, n. 1987)
- Ben Williams, triplista britannico (Stoke-on-Trent, n. 1992)

## Tuffatori(4)
- Benjamin Auffret, ex tuffatore francese (Montereau-Fault-Yonne, n. 1995)
- Benjamin Bramley, tuffatore statunitense (Boston, n. 1999)
- Ben Cutmore, tuffatore britannico (Cambridge, n. 2003)
- Benjamin Swain, tuffatore britannico (Welwyn Garden City, n. 1986)

## Velocisti(6)
- Benjamin Ayesu-Attah, velocista canadese (n. 1993)
- Benjamin Azamati, velocista ghanese (Akim Oda, n. 1998)
- Benjamin Brown, velocista statunitense (San Francisco, n. 1953 - Ontario, † 1996)
- Ben Eastman, velocista e mezzofondista statunitense (Burlingame, n. 1911 - Hotchkiss, † 2002)
- Ben Johnson, ex velocista canadese (Falmouth, n. 1961)
- Benjamin Richardson, velocista sudafricano (n. 2003)

## Vescovi cattolici(1)
- Benjamin David de Jesus, vescovo cattolico filippino (Malabon, n. 1940 - Jolo, † 1997)

## Violinisti(3)
- Benjamin Godard, violinista e compositore francese (Parigi, n. 1849 - Cannes, † 1895)
- Benjamin Schmid, violinista austriaco (Vienna, n. 1968)
- Benjamin Steinberg, violinista e direttore d'orchestra statunitense (Baltimora, n. 1915 - New York, † 1974)

## Wrestler(5)
- Benjamin Cuntapay, wrestler statunitense (San Diego, n. 1978)
- Nathan Frazer, wrestler britannico (Baliato di Jersey, n. 1998)
- Pac, wrestler britannico (Newcastle upon Tyne, n. 1986)
- Trent Seven, wrestler inglese (Wolverhampton, n. 1981)
- B.J. Whitmer, wrestler statunitense (Owensboro, n. 1978)

## Senza attività specificata(1)
- Benjamin Pech, ex ballerino francese (Béziers, n. 1974)